# プリムス・アクレイム
アクレイム（Acclaim ）はクライスラー（現:フィアット・クライスラー・オートモービルズ）の一部門である「プリムス」が販売していた乗用車である。
ベーシックブランドであるプリムスの最上位モデル（当時）として設定されていた。
姉妹車には上位モデルのダッジ・スピリットが存在し、日本へは「クライスラー・アクレイム」として投入されていた。

## 概要
アクレイムはミドルクラスのコンパクトセダンとして設定された。同じクラスにはリライアントが存在したが、アクレイムはこれより上位に位置するモデルとなっており、事実上カラベルの役割を引き継いでいる。プラットフォームはクライスラー・Kプラットフォームから派生したAAプラットフォームを用いており、サイズは4,602mmと当時のプリムスのFFセダンの中では最大だった。
エンジンはグレードにより3種類がラインアップされ、2.5L 直4、2.5L 直4ターボのクライスラー製K型と3.0L V6の三菱製6G72型から選択することが出来た。
アクレイムはベーシックブランドであるプリムスでラインナップされていた性格上、AAプットフォームを使用したモデルの中ではエントリーモデルとしての役割を得ていた。姉妹車であるダッジ・スピリットはよりスポーティなモデルとして位置づけられ、最高級モデルとしては同じプラットフォームを使用したクライスラー・ルバロンが設定されていた。
当時クライスラーは一連のキャブ・フォワード・コンセプトを標榜したセダン（通称：LHカー）を戦略の中心に備え、クライスラー、ダッジのラインナップにそれぞれイーグル・ビジョンやダッジ・イントレピッドとして積極展開していたが、当初ベーシックブランドであるプリムスにLHカーは投入されなかった。そのため、アクレイムはグランフューリーが消滅した後は、実質プリムスのトップモデルとなっていた。
1994年12月に生産が終了し、JAプラットフォームを使用したダッジ・ストラトスの姉妹車である「プリムス・ブリーズ」へとその役割を引き継いだ。